# I Protagonisti
I Protagonisti sono stati un gruppo musicale italiano, in attività dal 1969 al 1971.

## Storia
I componenti del quartetto vocale sono Oscar Avogadro, Luciano Bertagnoli (Milano, 1950), Mariuccia Sgroi (Milano, 1953) e Grazia Porcelli (Milano, 1953), che nell'ultimo periodo prende il posto di Raffaella Perruzzi.
Si mettono in luce partecipando alla Caravella dei successi di Bari nel 1969 con Noi ci amiamo, che ottiene un discreto successo; incidono poi Questo ballo, che contiene sul retro Wigwam, cover di una canzone di Bob Dylan (tratta dall'album Self Portrait).
Partecipano ad Un disco per l'estate 1970 con la canzone Un'avventura in più, che non supera la fase iniziale.
Passano poi alla Dischi Ricordi e presentano al Festival di Sanremo 1971, in abbinamento con Maurizio & Fabrizio, il brano Andata e ritorno, che non viene ammessa alla serata finale.
Dopo lo scioglimento del gruppo Oscar Avogadro diventa un affermato paroliere e la Perruzzi ha una carriera da solista per qualche anno.

## Discografia

### 45 giri
- 1969: Noi ci amiamo/Una bambina (RCA Milano, M4)
- 1970: Un'avventura in più/Sole senza luce (RCA Italiana, PM 3512)
- 1970: Questo ballo/Wigwam (RCA Italiana, PM 3553)
- 1971: Andata e ritorno/Primavera primavera (Dischi Ricordi, SRL 10633)
- 1971: 1.000.000 d'anni fa/Che cosa c'è (Dischi Ricordi, SRL 10.654)

### 45 giri pubblicati fuori dall'Italia
- 1970: Nos amamos/Una aventura mas (RCA, 1723; pubblicato in Argentina)

### EP pubblicati fuori dall'Italia
- 1970: Noi ci amiamo/Una bambina/Un'avventura in più/Sole senza luce (RCA Victor, LCD 3158; pubblicato in Israele)